# موسى بن سليمان الجوزجاني
موسى بن سليمان، أبو سليمان الجُوْزَجَانِيّ، ثم البغدادي، الحنفي. فقيه حنفي أصله من «جوزجان» من كور بلخ في أفغانستان. صحب محمد بن الحسن الشيباني، وأخذ الفقه عنه. عرض عليه المأمون القضاء، فقال: يا أمير المؤمنين أحفظ حقوق الله في القضاء ولا تول على أمانتك مثلي، فإني والله غير مأمون الغضب، ولا أرضى لنفسي أن أحكم في عباده، فأعفاه.

## تصانيفه
- السير الصغير
- الصلاة
- الرهن
- نوادر الفتاوى في فروع الحنفية.